# Claes Emil Eckerström
Claes Emil Eckerström, född 23 oktober 1802 i Jönköpings Kristina församling, Jönköpings län, död 21 december 1860 i Tjällmo församling, Östergötlands län, var en svensk häradshövding.

## Biografi
Claes Emil Eckerström föddes 1802 i Jönköping. Han blev 1849 häradshövding i Finspånga läns domsaga. Eckerström avled 1860 i Tjällmo socken. Han var far till Rudolf Eckerström.